# Aeroportul Jerez
Aeroportul Jerez (IATA: XRY, ICAO: LEJR) este un aeroport din Jerez de la Frontera, Provincia Cádiz, Andaluzia, Spania ce deservește zona Jerez de la Frontera. Aeroportul a fost tranzitat în 2022 de 915.269 de pasageri. A fost deschis în 1937.
Situat la o altitudine de 28 m, aeroportul dispune de 1 pistă. Este operat de Aena⁠(d).

## Infrastructură

### Piste
Aeroportul dispune de o singură pistă. Pista 02/20 are suprafața de asfalt și dimensiunile 2.300 m × 45 m. 